# Manfred Nahrstedt
Manfred Nahrstedt (* 28. August 1948 in Ochtmersleben; † 24. Mai 2023) war ein deutscher Politiker (SPD) und Landrat des Landkreises Lüneburg. Von 2003 bis 2006 war er Mitglied des Niedersächsischen Landtags. Er war verheiratet und hatte ein Kind.

## Ausbildung und Beruf
Nach dem Besuch der Volksschule absolvierte Nahrstedt eine Lehre zum Industriekaufmann. Anschließend leistete er seinen Ersatzdienst in den v. Bodelschwinghschen Anstalten Bethel und ließ sich zum Krankenpfleger ausbilden. Danach besuchte er eine Abendschule und ging nach einer Sonderbegabtenprüfung zur Höheren Fachschule für Sozialarbeit. Von 1972 bis 1974 machte er eine Ausbildung zum Erzieher und war anschließend fünf Jahre in Bethel tätig. 1979–1981 studierte er Sozialpädagogik an der Fachhochschule Kiel. Von 1982 bis zu seiner Wahl in den Landtag war er beim Niedersächsischen Landesjugendamt beschäftigt.

## Politik
Ab 1970 war Nahrstedt Mitglied der SPD. Er war von 2003 bis 2007 Vorsitzender des Unterbezirks Lüneburg. Von 1990 bis 2006 war er außerdem Ratsmitglied der Gemeinde Oldendorf und von 1996 bis 2006 Mitglied im Rat der Samtgemeinde Amelinghausen und Vorsitzender der dortigen SPD-Fraktion. Von März 2003 bis Oktober 2006 gehörte Nahrstedt dem Niedersächsischen Landtag an. Vom 1. November 2006 bis zum 31. Oktober 2019 war er Landrat des Landkreises Lüneburg. Sein Nachfolger wurde zum 1. November 2019 Jens Böther. Nahrstedt war Mitglied von ver.di und der Arbeiterwohlfahrt.